# Cristina Branco
Cristina Branco é uma cantora portuguesa nascida em Almeirim (Ribatejo), a 28 de dezembro de 1972.  A música tradicional portuguesa e o fado são as suas principais raizes estéticas. 

## Carreira
Inicia o seu percurso na Holanda, onde grava Cristina Branco in Holland (Live) (1997), álbum que tem bastante impacto naquele país. Nos anos seguintes, atua por toda a Europa e edita discos como Murmúrios (1998) e Post-Scriptum (2000), que leva Cristina a ser galardoada com dois Prix Choc, prémios da revista francesa Le Monde de La Musique. 
Não obstante o sucesso fora de portas, é apenas no virar do milénio, com discos como Sensus (2003) e Ulisses (2005), que Cristina Branco começa a ser descoberta em Portugal. 
Seguem-se Abril (2007), um álbum com versões de músicas de José Afonso, Kronos (2009) e Não há só Tangos em Paris (2011), o seu décimo álbum de estúdio, que conta com a colaboração com autores e compositores como Mário Laginha, Carlos Tê e Pedro da Silva Martins. O disco prenuncia uma fase de rejuvenescimento artístico que chegaria alguns anos mais tarde com Menina. 
Considerado o Melhor Disco do Ano pela SPA, Menina (2016), é o primeiro capítulo de uma trilogia onde se incluem Branco (2018) e Eva (2020), discos em que Cristina Branco desenha colaborações inusitadas, que atravessam estilos, culturas e geografias e que resultam em novas interpretações da expressão musical tradicional do fado. 
Eva, editado em Março de 2020, tem sido apresentado nos palcos portugueses e por todo o mundo, acumulando datas em países como Alemanha, Suíça, Itália, Bélgica, Holanda e França.
Em 2022, ano em que celebra 25 anos de carreira, Cristina Branco lançou Amoras numa Tarde de Outono, novo álbum em colaboração com o pianista João Paulo Esteves da Silva, e que procura registar o trabalho que o duo vem desenvolvendo ao vivo nos últimos 20 anos. 

## Discografia
Entre a sua discografia encontram-se: 
| Ano  | Título                                 |
| ---- | -------------------------------------- |
| 1997 | Cristina Branco In Holland             |
| 1998 | Murmúrios                              |
| 1999 | Post-Scriptum                          |
| 2001 | Corpo Iluminado                        |
| 2002 | O Descobridor                          |
| 2003 | Sensus                                 |
| 2005 | Ulisses                                |
| 2006 | Live                                   |
| 2007 | Abril                                  |
| 2009 | Kronos                                 |
| 2011 | Não há só Tangos em Paris / Fado Tango |
| 2013 | Alegria                                |
| 2016 | Menina                                 |
| 2018 | Branco                                 |
| 2020 | Eva                                    |
| 2022 | Amoras numa Tarde de Outono            |

## Livro
Durante a carreira Cristina Branco um caminho muito próprio que resultou numa assiduidade entre aeroportos, estações de comboio, viagens de automóvel intermináveis, diferenças de temperatura constantes, camarins, hotéis e horas de espera. O efeito mais evidente destas particularidades da estrada aconteceu com o seu instrumento: a voz. Após pesquisar, Cristina iniciou um regime alcalino, sem pretensões, melhorando os seus hábitos de alimentação. Daqui surge a ideia para RoadCook, o primeiro livro de Cristina Branco: um conjunto de receitas práticas, rápidas e saudáveis a preparar em qualquer lugar. 